# Sordevolo
Sordevolo es una localidad y comune italiana de la provincia de Biella, región de Piamonte, con 1.341 habitantes.

## Evolución demográfica
| Gráfica de evolución demográfica de Sordevolo entre 1861 y 2001 |
|                                                                 |
| Fuente ISTAT - elaboración gráfica de Wikipedia                 |